# Quasiperiodicidade
Quasiperiodicidade é a propriedade de um sistema que apresenta periodicidade irregular. O comportamento periódico é definido como recorrente em intervalos regulares, como "a cada 24 horas". O comportamento quasiperiódico é um padrão de recorrência com um componente de imprevisibilidade que não se presta a uma medição precisa. É diferente do conceito matemático de uma função quase periódica, que tem uma regularidade crescente em vários períodos. A definição matemática de função quasiperiódica é um conceito completamente diferente; os dois não devem ser confundidos.

## Climatologia
As oscilações climáticas que parecem seguir um padrão regular, mas que não têm um período fixo, são chamadas de quasiperiódicas.
Dentro de um sistema dinâmico como o oceano-atmosfera oscilações podem ocorrer regularmente, quando são forçadas por um forçamento externo regular: por exemplo, o conhecido ciclo inverno-verão é forçado por variações na luz solar do movimento periódico (muito próximo do perfeito) da Terra ao redor do sol. Ou, como os recentes ciclos da era glacial, eles podem ser menos regulares, mas ainda bloqueados por forças externas. No entanto, quando o sistema contém o potencial para uma oscilação, mas não há forte força externa forçando-o a ser bloqueado por fase, o "período" provavelmente será irregular.
O exemplo canônico de quase-periodicidade em climatologia é El Niño-Oscilação Sul. Na era moderna, tem um "período" entre quatro e doze anos e um pico de densidade espectral em torno de cinco anos.